# Alpertia lunatifrons
Alpertia lunatifrons är en mångfotingart som beskrevs av Loomis 1972. Alpertia lunatifrons ingår i släktet Alpertia och familjen plattdubbelfotingar. Inga underarter finns listade i Catalogue of Life.